# Mittelmeerspiele 2018/Karate
Die Wettbewerbe im Karate der Mittelmeerspiele 2018 fanden am 23. und 24. Juni 2018 im Cambrils Pavilion in Cambrils, Spanien statt.

## Ergebnisse Männer

### Bis 60 kg
| Platz | Athlet               | Land |
| ----- | -------------------- | ---- |
| 1     | Abdessalam Ameknassi | MAR  |
| 2     | Nader Azzoauzi       | TUN  |
| 3     | Eray Şamdan          | TUR  |
| 3     | Malek Salama         | EGY  |

Datum: 23. Juni 2018

### Bis 67 kg
| Platz | Athlet         | Land |
| ----- | -------------- | ---- |
| 1     | Marvin Garin   | FRA  |
| 2     | Burak Uygur    | TUR  |
| 3     | Samy Ennkhaili | ESP  |
| 3     | Nenad Kelebikj | MKD  |

Datum: 23. Juni 2018

### Bis 75 kg
| Platz | Athlet           | Land |
| ----- | ---------------- | ---- |
| 1     | Erman Eltemur    | TUR  |
| 2     | Enes Garibović   | CRO  |
| 3     | Oualid Bouabaoub | ALG  |
| 3     | Rabii Jendoubi   | ITA  |

Datum: 23. Juni 2018

### Bis 84 kg
| Platz | Athlet          | Land |
| ----- | --------------- | ---- |
| 1     | Berat Jakupi    | MKD  |
| 2     | Jessie Da Costa | FRA  |
| 3     | Ahmed Elmasry   | EGY  |
| 3     | Michele Martina | ITA  |

Datum: 24. Juni 2018

### Ab 84 kg
| Platz | Athlet           | Land |
| ----- | ---------------- | ---- |
| 1     | Hocine Daïkhi    | ALG  |
| 2     | Ahmed Elasfar    | EGY  |
| 3     | Slobodan Bitević | SRB  |
| 3     | Zharko Arsovski  | MKD  |

Datum: 24. Juni 2018

## Ergebnisse Frauen

### Bis 49 kg
| Platz | Athlet              | Land |
| ----- | ------------------- | ---- |
| 1     | Jelena Milivojčević | SRB  |
| 2     | Aicha Sayah         | MAR  |
| 3     | Areeg Rashed        | EGY  |
| 3     | Serap Özçelik       | TUR  |

Datum: 23. Juni 2018

### Bis 55 kg
| Platz | Athlet               | Land |
| ----- | -------------------- | ---- |
| 1     | Tuba Yakan           | TUR  |
| 2     | Ana Drašković        | MNE  |
| 3     | Sara Cardin          | ITA  |
| 3     | Sabrina Ouihaddadene | FRA  |

Datum: 23. Juni 2018

### Bis 61 kg
| Platz | Athlet          | Land |
| ----- | --------------- | ---- |
| 1     | Tjaša Ristić    | SLO  |
| 2     | Giana Farouk    | EGY  |
| 3     | Viola Lallo     | ITA  |
| 3     | Cristina Ferrer | ESP  |

Datum: 23. Juni 2018

### Bis 68 kg
| Platz | Athlet          | Land |
| ----- | --------------- | ---- |
| 1     | Silvia Semeraro | ITA  |
| 2     | Eda Eltemur     | TUR  |
| 3     | Marina Raković  | MNE  |
| 3     | Lina Pušnik     | SLO  |

Datum: 23. Juni 2018

### Ab 68 kg
| Platz | Athlet             | Land |
| ----- | ------------------ | ---- |
| 1     | Nancy Garcia       | FRA  |
| 2     | Eleni Chatziliadou | GRE  |
| 3     | Laura Palacio      | ESP  |
| 3     | Meltem Hocaoğlu    | TUR  |

Datum: 24. Juni 2018

## Medaillenspiegel
| Platz | Land           | Gold | Silber | Bronze | Gesamt |
| ----- | -------------- | ---- | ------ | ------ | ------ |
| 01    | Türkei         | 2    | 2      | 3      | 7      |
| 02    | Frankreich     | 2    | 1      | 1      | 4      |
| 03    | Marokko        | 1    | 1      | —      | 2      |
| 04    | Italien        | 1    | —      | 4      | 5      |
| 05    | Nordmazedonien | 1    | —      | 2      | 3      |
| 06    | Algerien       | 1    | —      | 1      | 2      |
| 0     | Serbien        | 1    | —      | 1      | 2      |
| 0     | Slowenien      | 1    | —      | 1      | 2      |
| 09    | Ägypten        | —    | 2      | 3      | 5      |
| 10    | Montenegro     | —    | 1      | 1      | 2      |
| 11    | Kroatien       | —    | 1      | —      | 1      |
| 0     | Griechenland   | —    | 1      | —      | 1      |
| 0     | Tunesien       | —    | 1      | —      | 1      |
| 14    | Spanien        | —    | —      | 3      | 3      |
| Total | Total          | 10   | 10     | 20     | 40     |